# Hornafjörður
Hornafjörður est une municipalité située au sud-est de l'Islande. Elle doit son nom à la baie éponyme qui abrite la ville de Höfn.